# Maloměřice
Maloměřice (německy Malmeritz, v hantecu Majlont) jsou městská čtvrť na severovýchodním okraji statutárního města Brna. Její katastrální území má rozlohu 4,06 km². Původně samostatná obec byla k Brnu připojena v roce 1919, od 24. listopadu 1990 je součástí samosprávné městské části Brno-Maloměřice a Obřany. Malá jižní část katastru náleží městské části Brno-Vinohrady. Žije zde přibližně 3 600 obyvatel.
Čtvrť má charakter velké vsi nebo městyse, bez sídlišť. Nachází se v severovýchodní části města v údolí řeky Svitavy, vesměs na levém břehu (kromě Cacovického ostrova), a svým územím zasahuje i na jihozápadní úbočí masivu Hády, kde se nachází rozsáhlá soustava vápencových lomů, těžených do konce 20. století pro zpracování ve zdejší cementárně. 218 metrů vysoký komín sousední teplárny je třetí nejvyšší stavbou na Moravě.
V Maloměřicích leží seřaďovací nádraží Brno-Maloměřice a brněnské železniční depo. Na území čtvrti se také nachází viniční trať Na dlouhých.

## Katastrální území
Katastrální území Maloměřice je od 24. listopadu 1990 rozděleno mezi městské části Brno-Maloměřice a Obřany a Brno-Vinohrady. Před 26. listopadem 1998 mělo rozlohu 407,9143 hektarů a vedle vlastních Maloměřic k němu původně náleželo i několik panelových domů (či jejich částí) v městské částí Brno-Vinohrady. Část k.ú. Maloměřice, náležející k městské části Brno-Maloměřice a Obřany má rozlohu 401,6084 hektarů. Vinohradská část Maloměřického katastru měla před 26. listopadem 1998 rozlohu 407,9143 hektarů. K 26. listopadu 1998 se pak tato vinohradská část Maloměřic zmenšila o 189 m², které byly překatastrovány do židenického katastru, čímž se celková rozloha Maloměřic zmenšila na 407,8954 hektarů. K dalšímu zmenšení maloměřického katastru ve prospěch židenického katastru došlo k 28. březnu 2015, kdy v maloměřickém katastru zůstaly z Vinohrad pouze garáže, zahrádky a úsek silnice v Žarošické ulici.

## Charakteristika části katastru náležející k MČ Brno-Maloměřice a Obřany
V této části katastru se nachází celá původní zástavba Maloměřic, která má spíše charakter městečka nebo větší vesnice. K této části Maloměřic náležejí od druhé katastrální reformy Brna z let 1966–1969 také části původních katastrů husovického: část Dolnopolní ulice jižně od ulice Provazníkova; a židenického: ulice Baarovo nábřeží (někdejší exkláva bývalé obce Juliánova) a Markéty Kuncové. Nachází se zde i Cacovický ostrov. Od severu k jihu tudy prochází také železniční trasa z Brna do České Třebové, na níž se zde v centrální části maloměřického katastru rozkládá také mamutí komplex zdejšího seřaďovacího nákladového nádraží, které rozděluje zdejší zástavbu na dvě části – větší níže položenou rovinatou západní část, a menší výše položenou východní část.

### Západní Maloměřice
Osu západní části tvoří linie ulic Karlova, Selská a Obřanská, po níž je vedena silnice II/374 z Brna do Bílovic nad Svitavou a Adamova. Ulicí Karlovou je napojena na brněnský velký městský okruh, jehož krátký úsek je nejfrekventovanější dopravní tepnou Maloměřic a spojuje je s Židenicemi na jihu a Husovicemi na západě. Druhé (starší) spojení s Husovicemi existuje přes Maloměřický most přes Svitavu; tudy jezdí také tramvaj.
Jádrem (celých) Maloměřic je Proškovo náměstí, původní náves a dnes jediné maloměřické náměstí. Zde se nachází kaple, mateřská škola a nedaleko naproti přes ulici Selskou také základní škola. Jižněji na Selské ulici je umístěn úřad městské části (ÚMČ) Brno-Maloměřice a Obřany. Severněji podél Obřanské ul. se nachází areál maloměřické teplárny a naproti zrušený maloměřický hřbitov přeměněný na malý park. Před ním se nalézá památník maloměřickým padlým v první světové válce.
Dále na severovýchodě odbočuje z ul. Obřanské Obřanský most, kudy pokračuje hlavní silnice do Obřan (směr Bílovice). Ulice Obřanská pak ještě podchází most železniční tratě na Tišnov, za nímž se nachází tramvajová smyčka. Dále zužujícím se údolím Svitavy pokračuje ulice Babická s vilovou zástavbou.

### Východní Maloměřice
Počínaje východním okrajem maloměřického nádraží se terén maloměřického katastru začíná směrem k Vinohradům a Hádům zvedat. Zde se na svahu mezi Kulkovou ulicí (osou východních Maloměřic) a hranicí s městskou částí Vinohrady rozkládá lesopark Borky. Pod ním severně leží malá kolonie rodinných domů na ulicích Jarní, Zimní a Švestková. Severněji, poblíž vyústění pěší lávky přes seřadiště, se nachází ještě drobná zástavba na ul. Podzimní a několik ubytoven. Zbytek intravilánu je vyplněn areály Českých drah, různých technických a průmyslových firem a zahrádkami.
Jediným přímým spojením západní a východní části Maloměřic je výše zmíněná, 250 m dlouhá pěší lávka přes kolejiště seřaďovacího nádraží, která spojuje ulici Slaměníkova a křižovatku Kulkova/Hády/Podzimní. Spojení pro motorovou dopravu existuje pouze oklikou přes Židenice.

### Příroda
- evropsky významná lokalita Jižní svahy Hádů, přírodní památky Kavky a Velká Klajdovka (částí), národní přírodní rezervace Hádecká planinka (okrajem), významný krajinný prvek Růženin lom, opuštěný jámový lom s částečně zatopeným dnem, patřící do 60. let 20. století do katastru Židenic. Péči o tyto lokality zajišťují sdružení Rezekvítek a Pozemkový spolek Hády provozující v lokalitě Lamacentrum, umístěné v bývalém lomu Džungle.

## Název
V nejstarších dokladech má název vesnice podobu Malomiřici. Šlo o pojmenování obyvatel vsi odvozené od osobního jména Malomir a znamenající „Malomirovi lidé“. Už od 13. století doklady uváděly podobu Maloměřice, což byl důsledek častého zaměňování přípon -mir a -měr v osobních jménech.

## Historický přehled
Už v období Velkomoravské říše existovalo v prostoru Maloměřic, Obřan a Židenic významnější osídlení. Ves Maloměřice vznikla v říční nivě na levém břehu Svitavy, jako ulicovka na cestě ze Židenic do Obřan, k níž se na jižním konci vsi připojovala cesta ze sousedních Husovic. Původně zeměpanská ves byla ve 12. století darována brněnským údělným knížetem Vratislavem benediktinskému klášteru v Třebíči. V letech 1843–1849 byla po východním okraji původní vsi vybudována železniční trať z Brna do České Třebové. 16. dubna 1919 byly Maloměřice připojeny k Brnu.
V roce 1924 navrhl pro Maloměřice obecnou školu slavný architekt Bohuslav Fuchs, který ji později také rozšířil.
Roku 1946 vzniklo v Maloměřicích sběrné středisko pro odsun Němců. Roku 1953 došlo k dokončení nové železniční trasy z Brna do Prahy, vybudování nového seřaďovacího nádraží v Maloměřicích a spolu s tím i ke zrušení původní západněji položené železniční tratě. Nové nádraží zároveň odřízlo rodinnou zástavbu, která se nachází východně od něj. Ve druhé polovině 60. let pak při radikální druhé katastrální reformě Brna došlo ke znatelné úpravě hranice s katastrálním územím Židenice, při níž byla mimo jiné k Maloměřicím připojena ulice Baarovo nábřeží, původně náležející k bývalé obci Juliánov.
Ve druhé polovině 80. let 20. století zasáhla do jižního okraje tehdejšího maloměřického katastru panelová zástavba sídliště Vinohrady. Ta byla k 28. březnu 2015 převedena do k. ú. Židenice a v katastru Maloměřic zůstaly jen některé přilehlé garáže.
V roce 2016 byla otevřena za ZŠ Hamry sportovní hala s kapacitou 360 osob. Náklady na její stavbu dosáhly 32 miliónů korun, financována Českou obcí sokolskou Maloměřice, z dotačního fondu Evropské unie a příspěvkem od městské části, který činil 2 miliony korun. Jednání o výstavbě haly byla započata v roce 2010. V hale se pravidelně konají zápasy florbalu, futsalu a házené.

### Vývoj administrativní příslušnosti po druhé světové válce
- 1947–1949 Maloměřice součástí městského obvodu Brno V. Okrajové části dnešního katastru (patřící tehdy k Židenicím) náležely k městskému obvodu Brno VI.
- 1949–1954 téměř celý tehdejší katastr Maloměřic tvořil součást městského obvodu Brno VIII s centrem v Husovicích. Do stejného obvodu byly začleněny i tehdy židenické (původně juliánovské) domy v ulici Baarovo nábřeží a tehdy židenická část Dolnopolní ulice. Tehdy maloměřické domy na severní straně Podsednické ulice spolu s tehdy židenickými částmi současného maloměřického katastru byly naopak začleněny k městskému obvodu Brno IX.
- 1954–1957 území Maloměřic zůstalo rozděleno stejně jako v předchozím období. Městský obvod Brno VIII byl přejmenován na Brno III, zatímco městský obvod Brno IX se stal součástí nového obvodu Brno VI.
- 1957–1960 Území Maloměřic zůstalo rozděleno opět stejně. Většina tehdejšího Maloměřického katastru, která v předchozím období byla v jednom obvodě s Husovicemi, však už nyní Husovicím nepodléhala a spolu s Baarovým nábřežím a celým tehdejším katastrem Obřan tvořila městský obvod Brno XIII. Naopak jižní okraj tehdejšího katastru Maloměřic s ulicí Podsednickou zůstal i nadále součástí městského obvodu Brno VI.
- 1960–1964 zůstala administrativní příslušnost stejná, jen došlo k přejmenování obou obvodů na Maloměřice a Židenice.
- 1964–1971 administrativní příslušnost zůstala v podstatě stejná, dosavadní městský obvod ŽIDENICE byl připojen k městskému obvodu Brno IV.
- 1971–1975 tvořilo celé katastrální území Maloměřice, existující již v současných hranicích, součást městského obvodu Brno XIII. Maloměřice, který se stal k 1. květnu 1972 městskou částí Brno-Maloměřice
- 1975–1990 tvořilo zpočátku celé katastrální území Maloměřice součást městského obvodu Brno III, později byly zdejší nově postavené panelové domy sídliště Vinohrady začleněny do městského obvodu Brno IV.
- Od roku 1990 je k. ú. Maloměřice rozděleno mezi městské části Brno-Maloměřice a Obřany a Brno-Vinohrady.

## Osobnosti
- Oto Obůrka – astronom, zakladatel a ředitel brněnské hvězdárny

## Doprava
Spojení Maloměřic veřejnou hromadnou dopravou s ostatními částmi Brna zajišťuje Dopravní podnik města Brna prostřednictvím tramvajové linky 4, která vede celou čtvrtí až do blízkosti Obřan, a autobusovými linkami číslo 57 a 75 (denní) a N94 (noční) (obě pokračují dále do Obřan).
Oddělenou část Maloměřic východně od seřazovacího nádraží obsluhují autobusové linky 64 a 74. Jihozápadním okrajem Maloměřic, po velkém městském okruhu, bez zastávky projíždějí autobusové linky 44, 53 a 84, a trolejbusová linka 25.
Jižní okraj maloměřického katastru přiléhající k městské části Vinohrady je obsluhován trolejbusovými linkami 25, 27, zastávka Vlčnovská.
Přestože nemalou část plochy Maloměřic tvoří seřaďovací nádraží Brno-Maloměřice, všechny osobní vlaky tudy jen projíždějí. Nejbližší zastávkou je Brno-Židenice.

## Náboženství
V centru čtvrti na Proškově náměstí stojí kaple. V Maloměřicích působí náboženská obec Církve československé husitské, která se v roce 1951 oddělila od dnes již zrušené obce v Husovicích. Několik prvních let zde neměla bohoslužebné prostory, pouze kancelář na adrese Selská 86. V roce 1958 zakoupila bývalý hostinec na Selské 53 a přebudovala jej na modlitebnu, dnes zvanou sborový dům Betlém. Lidé z Církve československé husitské také stojí za zbudováním Domu důstojného stáří na ulici Borky. V Maloměřicích také působila kazatelská stanice brněnského sboru Bratrské jednoty baptistů.

## Sousedící katastrální území a obce
Katastrální území Maloměřice sousedí na severu s Obřany, na západě s Husovicemi, na jihu se Zábrdovicemi, na jihu a jihovýchodě se Židenicemi, a na severovýchodě s obcí Kanice.